# Музей Мартена
Музей Мартена (нід. Museum Martena) — міський культурно-історичний музей у нідерландському місті Франекер, у провінції Фрисландія.

## Опис
Розташований у маєтку Мартенастінс (нід. Martenastins), колишній віллі місцевого шляхтича Хесселя ван Мартени (бл. 1460–1517), зведеній у 1506 році. Спершу називався музеєм «В Коопмансхесі» (фриз. Museum 't Coopmanshûs), адже розташовувався в однойменному будинку. Сучасну назву отримав у 2006 році, після переїзду до вілли Мартена.
Експозиція музею присвячена переважно історії міста Франекер та місцевого Франекерського університету. Частиною експозиції є велика колекція, що належала нідерландській жінці-вченому XVII століття Анні Марії він Схурман. Проводяться тимчасові виставки, зазвичай, присвячені сучасному мистецтву Фрисландії.

## Колекції
На першому поверсі музею розташована кухня з колекцією порцелянового посуду XVII століття. Окрасою кухні є камін, прикрашений кахлями; посуд зберігається у великій дерев'яній шафі, привезеній з колишньої психіатричної лікарні Франекера. Також на першому поверсі музею розташована картинна галерея з портретами XVII століття.
Поверхами вище розташовані зали, присвячені історії та культурі Франекера. У залі під назвою «Історії Франекера» (нід. «Franeker Verhalen») зберігаються історичні документи, найстаріший з яких датований 1504 роком, а також різні цікаві історичні артефакти, зокрема:
- дерев'яне різне бюро епохи раннього Ренесансу, найбільше у Північній Голландії та найстаріше у країні загалом (збудоване до 1550 року).
- срібний кубок, виготовлений близько 1600 року і прикрашений макетом глобуса, а також різні витвори із срібла місцевих ювелірів XVII–XVIII століть
- остання робота Хана вана Меегерена, художника і майстра підробки, відомого тим, що підробив і продав картину Вермеєра Герману Герінгу, коли нацисти вивозили з окупованих країн витвори мистецтва.
- прижиттєвий портрет місцевого уродженця Яна Ханнемахейса, «Фрисландського гнома». Він народився у 1838 році і був заввишки не більше 71 см. Завдяки талантові імітації, він став відомим цирковим артистом і гастролював по всій Європі.

В залі «Веттерау-де Врі» нід. (Wetterauw-de Vrieszaal) зберігається цікава колекція китайської та японської порцеляни. В Картинному залі (нід. Schilderijenzaal) збереглися первісні інтер'єри вілли — стіни, розписані пейзажами у стилі Італійського Відродження. Університетський зал (пол. Universiteitszaal) присвячений історії Франекерського університету, заснованого у 1585 році, другим в Нідерландах після Лейденського університету. Тут зберігається колекція портретів професорів університету і одна з трьох нідерландських ксилотек — колекцій деревини різних порід. Окремий зал (нід. Anna Maria van Schurmanzaal) присвячений Анна Марія ван Схюрман, першій жінці в Нідерландах, яка навчалася в університеті, поетесі, художниці, вченій.
В Залі «Механічні майстри» зберігається колекція цікавих артефактів — механічних ляльок початку XX століття.